# Lungarotti Società Agricola
Lungarotti è un’azienda vitivinicola che ha il suo centro di attività in Umbria, tra Torgiano e Montefalco. Oggi conta in tutto 250 ettari di vigneti dislocati tra la tenuta di Torgiano (230 h che nel 2018 hanno ricevuto la certificazione di sostenibilità VIVA rilasciata dal Ministero dell’Ambiente) e quella di Montefalco (20 ha a conduzione biologica dal 2010 e certificati dal 2014) dove si vinificano i vitigni del territorio, a cominciare dal celebre Sagrantino
Nel dopoguerra, il fondatore, Giorgio Lungarotti, trasformò l’azienda agraria di famiglia in un’azienda vitivinicola specializzata. Coerentemente con le più innovative tendenze enologiche dell'epoca, puntò alla valorizzazione dei vitigni locali, in alcuni casi recuperando quelli scomparsi in seguito all'epidemia di fillossera della fine del XIX secolo, in altri introducendo nuove specie e sperimentando nuovi sistemi di produzione in vigna come in cantina
Dopo i primi riconoscimenti (risale al 1968 l'attribuzione della Denominazione di Origine Controllata, prima in Umbria e quinta in Italia, per il Rosso e il Bianco di Torgiano e al 1990 la DOCG per il Torgiano Rosso Riserva), l’azienda Lungarotti comincia a muovere i primi passi sui mercati internazionali. Giorgio Lungarotti, assieme alla moglie Maria Grazia Marchetti, fu pioniere nel capire che il binomio vino-cultura avrebbe potuto rappresentare la chiave di volta per promuovere il territorio umbro e renderlo attraente dal punto di vista turistico. Fu così che 1974, inaugurò il Museo del Vino di Torgiano (MUVIT) creato dalla moglie Maria Grazia, laureata negli anni ’50 in Lettere e Storia dell’Arte e appassionata di museografia e museologia. Situato all’interno del Palazzo Graziani-Baglioni di Torgiano, dimora estiva gentilizia del XVII secolo, il Museo ospita oltre 3000 manufatti e opere d’arte che documentano l’importanza del vino nell’immaginario collettivo dei popoli che hanno abitato, nel corso dei millenni, il bacino del Mediterraneo e l’Europa continentale. Nel 2000, invece, è stato inaugurato il Museo dell’Olivo e dell’Olio di Torgiano (MOO). Creato da Maria Grazia su desiderio di Giorgio, all’interno di un antico molino ad olio e in alcune abitazioni medioevali di Torgiano, si articola in undici sale: un percorso affascinante che illustra le caratteristiche botaniche dell’olivo, le cultivar più diffuse in Umbria, le tecniche tradizionali e d’avanguardia di messa a coltura e di estrazione dell’olio, la storia e l’evoluzione delle macchine olearie, ma anche gli usi e le valenze simboliche, propiziatorie e curative attribuite all’oro verde nel corso dei secoli. I due musei sono gestiti dalla Fondazione Lungarotti Onlus che si dedica alla promozione della cultura del vino dell’olio e alla tutela del patrimonio artistico e dei “mestieri d’arte” della tradizione umbra